# 北條熙時
北條熙時（日语：／ Hōjō Hirotoki，1279年—1315年8月18日）是日本鎌倉時代後期武將，北條氏一門，鎌倉幕府第12任執權，任期為：應長2年6月2日（1312年7月6日）至正和4年7月11日（1315年8月11日）政村流）出身，曾祖父是第7任執權北條政村，正室則是第9任執權北條貞時之女。

## 生涯

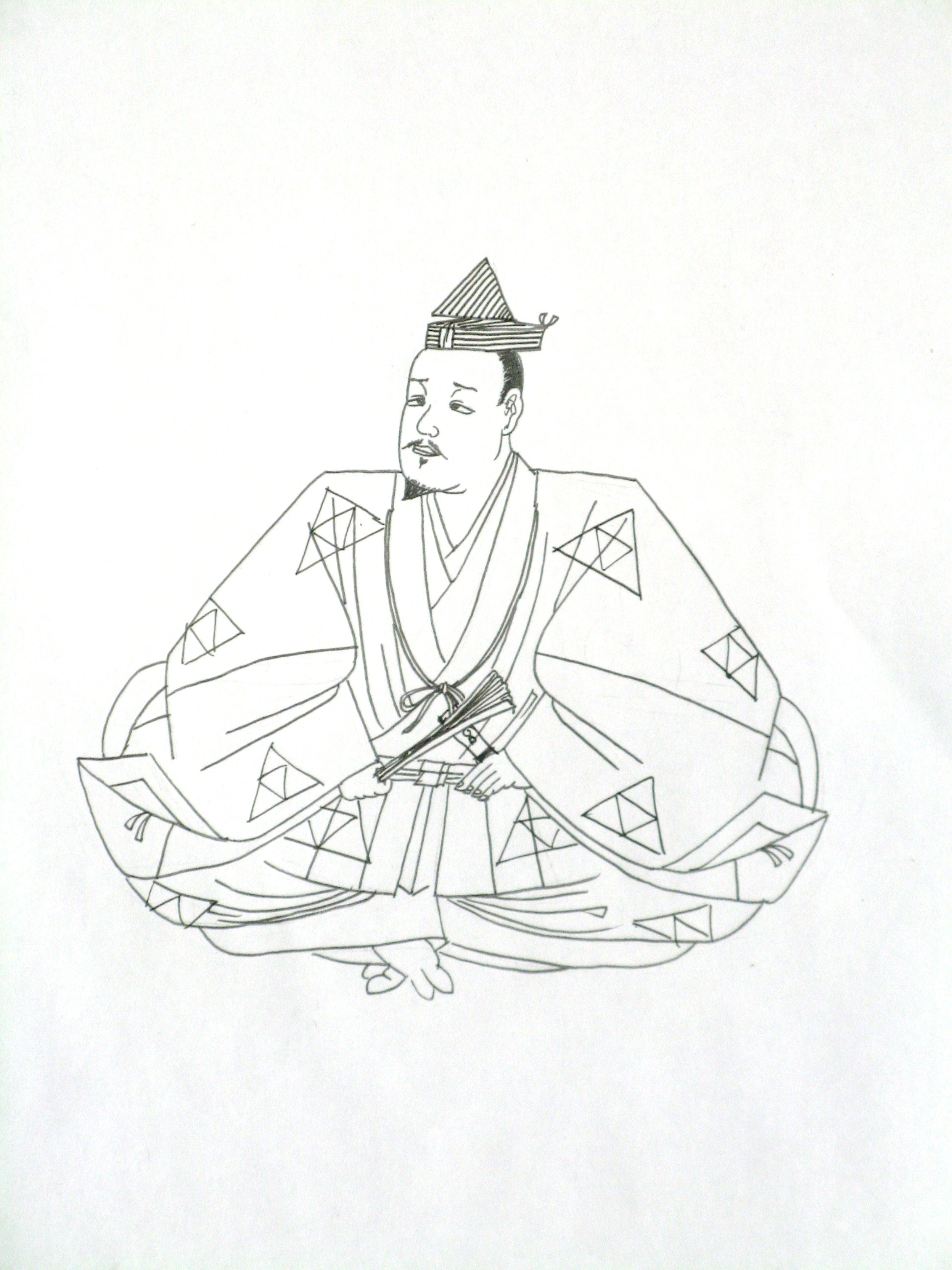
近人繪「執權·北條熙時肖像畫」

熙時擔任引付眾等的職務，後來在嘉元3年（1305年）獲任命為長門探題。同年4月，嘉元之亂爆發，熙時的祖父北條時村被殺，在這場嘉元之亂中北條宗方一度意欲殺害熙時，但是尚未行動便被貞時殺害。因此，推測熙時是在這段期間之前迎娶貞時之女。
延慶2年（1309年）3月，引付重組後，熙時獲任命為一號頭人。同年4月9日，他與金澤貞顯一同兼任寄合眾，從此熙時與得宗出身的貞時和貞顯等人一同主導幕政。8月27日，熙時辭任引付一號頭人，但是在翌年2月18日復職。
應長元年（1311年）9月，第10任執權北條師時死去後，連署大佛宗宣就任第11任執權，熙時則在10月3日成為連署。正和元年（1312年）6月2日，宗宣出家後，由熙時接任成為第12任執權，然而實權卻落入內管領長崎圓喜手中，在任執權期間亦未有任命連署。
正和4年（1315年）7月11日，熙時因病辭任執權職，由北條基時接任，同日出家，法號道常，並且在同年7月18日死去，享年37歲。
熙時的和歌作品獲收錄於《玉葉和歌集》和《新後撰和歌集》內。

## 經歷
- 永仁元年（1293年）7月20日，獲任命為從五位下左近衛將監。
- 永仁3年（1295年）10月24日[1]，成為幕府引付眾。
- 正安元年（1299年）2月28日，升從五位上，留任左近衛將監。
- 正安3年（1301年）8月22日，轉任評定眾。8月25日，兼任四號引付頭人。
- 乾元元年（1302年）11月18日，轉任右馬權頭。9月11日，轉任六號引付頭人，留任評定眾。
- 嘉元2年（1304年）9月25日，升任五號引付頭人，留任評定眾。12月7日，再任四號引付頭人，留任評定眾。
- 嘉元3年（1305年）8月1日，升任三號引付頭人，留任評定眾。8月22日，升任二號引付頭人，留任評定眾。同年，兼任京下奉行。
- 德治元年（1306年）6月12日，升正五位下。
- 德治2年（1307年）1月28日，升任一號引付頭人，留任評定眾。2月9日，遷任武藏守。
- 延慶（1309年）4月9日，兼任寄合眾。
- 應長元年（1311年）10月3日，升任連署。10月24日，遷任相模守。
- 應長2年（1312年）6月2日，升任執權。
- 正和4年（1315年）7月11日，出家，號道常。7月18日，死去，享年37歲。